# Bataille de Sena Gallica
Guerre des Goths (535-553)
Batailles
- Palerme (535)
- Naples (536)
- Rome (537-538)
- Vérone (541)
- Faventia (542)
- Mucellium (542)
- Naples (542-543)
- Rome (546)
- Rome (549-550)
- Sena Gallica (551)
- Taginae (552)
- Vésuve (552)
- Volturno (554)

La bataille de Sena Gallica est une bataille qui se déroula durant l'automne 551 dans la mer Adriatique entre les flottes byzantine et ostrogothe, pendant la guerre des Goths. Elle marque la fin de la prétention des Ostrogoths à contester la suprématie navale byzantine, ainsi que le début de la reconquête de l'Italie par les Byzantins. C'est également la dernière grande bataille livrée en mer Méditerranée jusqu'à la bataille de Phoenix de Lycie en 655.

## Contexte
Les premières années de la guerre des Goths ont vu une série de succès de la modeste force d'invasion des Byzantins en Italie dirigée par Bélisaire, qui ont conduit à la prise de Ravenne et à la restauration de la domination impériale sur la péninsule en 540. L'empereur Justinien a ensuite rappelé Bélisaire et les commandants byzantins ont peu après commencé à se quereller alors que les Ostrogoths rassemblaient leurs forces. Sous le commandement de leur charismatique nouveau roi, Totila, ils ont renversé la situation et même le retour de Bélisaire n'a pu endiguer cette vague de victoires des Ostrogoths. En 550, il ne reste plus aux Byzantins qu'une poignée de forteresses côtières et Totila envahit même la Sicile, base stratégique des Byzantins. Voulant priver les Byzantins d'un accès aisé à l'Italie et de la capacité de faire débarquer des troupes fraîches, Totila crée une marine de guerre de 400 navires pour renverser leur domination navale. Dans le même temps, Justinien prépare une nouvelle force d'invasion, dirigée par Narsès, pour tenter de reconquérir l'Italie. 
Totila, conscient de la menace, est déterminé à barrer à ses ennemis l'accès à leurs bases les plus importantes sur le sol italien, particulièrement Crotone et Ancône. Il se retire de Sicile et, pendant que son armée fait le siège d'Ancône avec l'aide de 47 navires opérant un blocus maritime, il envoie le reste de sa flotte, environ 300 navires, mener des raids sur les côtes d'Épire et les Îles Ioniennes. Ancône est alors proche de tomber et le général Valérien, commandant de Ravenne, donne l'ordre à Jean, général très expérimenté stationné à Salona en Dalmatie, d'envoyer des renforts à la ville. Jean met aussitôt sur pied une flotte de 38 navires avec des équipages de vétérans et est bientôt rejoint par une flotte de 12 navires commandée par Valérien en personne. Tous ces navires mettent à la voile sur Sena Gallica, à environ 27 kilomètres au nord d'Ancône.

## Bataille et conséquences
Les deux flottes étant à peu près égales en nombre, les deux commandants ostrogoths, Indulf et Gibal, sont résolus à affronter les Byzantins immédiatement et partent à leur rencontre. À la différence de ceux de l'Antiquité classique, les navires du VIe siècle ne sont pas équipés d'éperons et le combat naval est alors une affaire d'échanges de flèches et autres projectiles et d'abordages. Dans cette forme de combat, l'expérience et la capacité à se maintenir en formation sont primordiales, et les équipages byzantins prennent vite l'avantage sur les Ostrogoths inexpérimentés. Très vite, alors que le combat fait rage, plusieurs navires ostrogoths sont séparés des autres et sont facilement coulés, alors que d'autres naviguent trop près les uns des autres et sont par conséquent incapables de manœuvrer. La flotte ostrogothe se désintègre, 36 navires sont perdus et Gibal est capturé, alors que les navires qui restent fuient en direction d'Ancône. Arrivé près du campement de l'armée ostrogothe, Indulf fait échouer ses navires sur la plage et y fait mettre le feu. 
Cette défaite écrasante détruit le moral de l'armée ostrogothe, qui abandonne le siège et se replie. Peu après suit une série de victoires par l'armée byzantine de Narsès et la bataille de Sena Gallica marque le tournant de la guerre en faveur des Byzantins.